# Sigmund Mogulesko
Sigmund Mogulesko (primul nume scris si ca Zigmund, Siegmund, Zelig sau Selig, numele de familie scris și ca Mogulescu, n. 16 decembrie 1858, Călărași, gubernia Basarabia, Imperiul Rus – d. 4 februarie 1914, New York City, New York, SUA) a fost actor, compozitor și muzician evreu român (ulterior american) de origine basarabeană, membru al trupei lui Abraham Goldfaden.